# Catalogue of Life
De Catalogue of Life is een veelomvattende online catalogus van soorten dieren, planten, schimmels en micro-organismen. Deze catalogus startte in juni 2000 als samenwerkingsproject tussen Species2000 en ITIS.  De Catalogus wordt gebruikt door onderzoekswetenschappers, burgerwetenschappers, onderwijzers en beleidsmakers. De Catalogus wordt ook gebruikt door de Biodiversity Heritage Library, het Barcode of Life Data System, Encyclopedia of Life en de Global Biodiversity Information Facility. De Catalogus verzamelt anno 2022 gegevens uit 165 collegiaal getoetste taxonomische databases die worden onderhouden door gespecialiseerde instellingen over de hele wereld. Op januari 2023 telde de COL-checklist 2.087.774 op van de 2,2 miljoen bestaande soorten ter wereld die op dit moment bekend zijn bij taxonomen op de planeet.